# هکتور هرناندز
هکتور هرناندز موریرو (انگلیسی: Héctor Hernández Marrero؛ زادهٔ ۱۴ سپتامبر ۱۹۹۵) بازیکن فوتبال اهل اسپانیا است.او هم اکنون در باشگاه پرسپولیس نیمکت نشین عیسی ال کثیر است.
از باشگاه‌هایی که در آن بازی کرده‌است می‌توان به باشگاه فوتبال الچه، باشگاه فوتبال اتلتیکو مادرید بی، باشگاه فوتبال لاس پالماس، و باشگاه فوتبال اتلتیکو مادرید اشاره کرد.